# Ithomi (Berg)

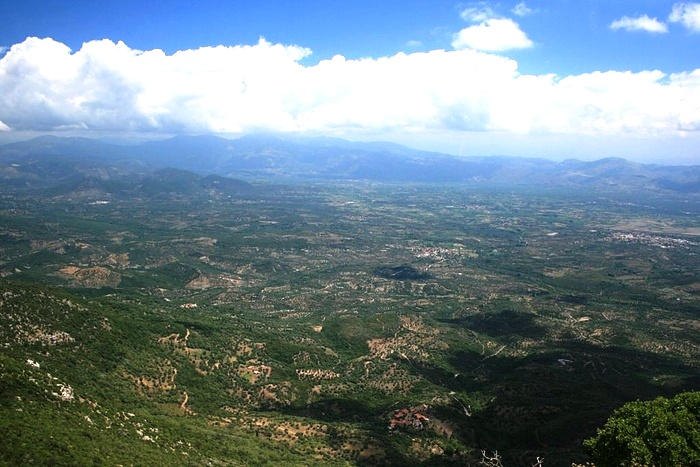
Blick vom Gipfel des Ithomi hinab in die messenische Ebene

Ithomi (neugriechisch Ιθώμη (f. sg.), altgriechisch Ἰθώμη Ithṓmē, Bewohner: Ἰθωμάτης Ithōmátēs oder Ἰθωμαῖος Ithōmaĩos) ist ein 802 Meter hoher Kalkberg in der Landschaft Messenien auf der griechischen Halbinsel Peloponnes. Im antiken Griechenland befand sich auf ihm eine gleichnamige Bergfestung, die dem antiken Messene als Akropolis diente. Im Mittelalter hieß der Berg nach dem am Gipfel später erbauten Kloster Voulkanos (griech. Μονή Βουλκάνου Moni Voulkano), früher auch Vourkano, Vurkano oder Voulkani.

## Etymologie
Der antike Geograph Strabon leitet Ithōmē ab von thōmos (θωμός), nach Strabon früher auch thōmē (θῶμη) ‚Haufen‘, womit wohl entweder der Berghaufen oder der Steinhaufen der Festung gemeint sein musste. Der antike Schriftsteller Pausanias bringt den Namen des Berges mit dem Mythos um die Nymphe Ithome in Verbindung.
Der mittelalterliche Name des Klosters und Berges Voulkanos geht möglicherweise auf einen gleichnamigen byzantinischen Grundherrn zurückgeht, der einst das Land rings um den Berg besaß. Eine Verbindung zwischen dem Namen Voulkanos und Kult für Zeus Welchanos ist ebenfalls möglich, insbesondere wenn die Ursprünge des Zeus-Mythos auf Ithome mit Kreta in Verbindung stehen.

## Geographie
Der Berg Ithomi erhebt sich mit seinem Nebengipfel Eva (Εύα, altgriech. Eúa) westlich des Flusses Pamisos, dessen Teilung in die tiefer gelegene, eigentliche messenische Ebene im Süden und die Stenyklaros-Ebene weiter nördlich markiert. Er überragt die messenische Ebene weithin sichtbar und hatte so eine große strategische Bedeutung für die Verbindung von Megalopolis zum Meer.

## Mythologie
Mehrere griechische Quellen und messenische Sagen sollen dem antiken Schriftsteller Pausanias zufolge erzählen, auf dem Berg an der Quelle Klepsydra sei Zeus geboren und aufgewachsen. Nach messenischer Tradition hätten die Nymphen Ithome und Neda Zeus gebadet und groß gezogen. Die Forschung diskutiert den Ursprung des Mythos, der auf Kreta (Kult für Welchanos) oder der Peloponnes gelegen haben könnte.

## Geschichte
Aristodemos verteidigte den Berg Ithome gegen die Spartaner im verlorenen Ersten Messenischen Krieg (743–724 v. Chr.).
Im verlorenen Dritten Messenischen Krieg (464–455 v. Chr.) wurde die Festung auf der Ithōmē zehn Jahre von den Spartanern belagert. Für diese Belagerung suchten und erhielten die Spartaner unter anderen von den Athenern militärische Unterstützung. Jedoch sollen die Spartaner die Athener während der Belagerung wieder weggeschickt haben, aus Sorge die Athener könnten den Berg Ithome letztlich selbst beanspruchen. Thukydides sieht in diesem Vorgehen Spartas das erste Zerwürfnis zwischen den Spartanern und den Athenern.
Zwischen der Ithome und dem Nebengipfel Eua wurde nach dem Sieg der Thebaner über die Spartaner 370/369 v. Chr. Messene als Hauptstadt für das von Sparta unabhängige Messenien gegründet. Die Ithome wurde dabei als Akropolis in die Stadtbefestigung einbezogen.
Das Heiligtum der Artemis Laphria am Berg Ithome diente im 3. Jh. v. Chr. zur Freilassung von Sklaven. Inschriften zufolge veröffentlichten Beamte (Ephoren) der Stadt Messene Freilassungen, unter denen vor allem solche von ehemaligen weiblichen Sklaven zu finden sind.
In der römischen Kaiserzeit, d. h. zur Zeit des antiken Autors Pausanias, fanden am Berg Ithome die Ithomaia (Ἰθωμαῖα), Festspiele zu Ehren des Zeus, statt. Pausanias behauptet auch, es habe in früheren Zeiten einen musischen Agon (Wettkampf) bei den Ithomaia gegeben; jedenfalls deutet Pausanias eine knappe Bemerkung bei Eumelos entsprechend.

## Archäologie

### Festung und Akropolis Messenes
Der Gipfel war mit einer Mauer wehrhaft befestigt und diente als Zufluchtsort der antiken Messenier.

### Heiligtum für Zeus Ithomatas und Marienkloster Voulkanos
Auf dem Gipfel befand sich ein Heiligtum des Zeus, der daher auch Zeus Ithōmētas (von altgriechisch Ἰθωμήτας, dorisch Ἰθωμάτας Ithōmatas) genannt wurde. In ihm habe sich Pausanias zufolge eine tragbare Zeus-Statue des Bildhauers Ageladas befunden, die für die Messenier während ihrem Exil in Naupaktos angefertigt worden war; die Athener hatten sie dort nach dem sogenannten Dritten Messenischen Krieg angesiedelt. Zeus Ithomatas ist auch auf messenischen Münzen des 4. Jh.s v. Chr. zu sehen.
Auf den Fundamenten des Heiligtums des Zeus wurde in byzantinischer Zeit, der Überlieferung zufolge 725, das Marienkloster Voulkanos (griech. Moni Voulkano Μονή Βουλκάνου), früher auch Vourkano, Vurkano oder Voulkani, errichtet.

### Heiligtum für Artemis Limnatis und Artemis Laphria
Am südöstlichen Hang fand der Altertumswissenschaftler Philippe Le Bas 1843 Reste eines Tempels. Zwei dort ebenfalls gefundene Inschriften weisen ihn aus als Kultort für Artemis Limnatis und Laphria. Über die Einführung des Kultes der Artemis Laphria bei den Messeniern berichtet Pausanias, er stamme aus Kalydon, von wo aus er nur nach Messene und Patrai in Achaia gekommen sei. Pausanias führt ihn, wie auch die Ursprünge der Kultstatue des Zeus Ithomatas, auf die Ansiedlung von Messeniern durch die antiken Athener bei Naupaktos zurück, das in der Nähe Ätoliens und auch Kalydons liegt. Der von Le Bas ausgegrabene Tempel misst 16,7 m auf 10,6 m. Stilistische Merkmale erlauben eine Datierung des Tempels in die Zeit des ausgehenden 3. Jh.s v. Chr. Der messenische Bildhauer Damophon soll Pausanias zufolge die Kultstatue der Artemis Laphria für den Tempel erstellt haben.